# Blériot-Gletscher
Der Blériot-Gletscher ist ein kurzer, aber breiter Gletscher an der Danco-Küste des Grahamlands auf der Antarktischen Halbinsel. Er liegt östlich der Salvesen Cove und fließt nach Norden in die Hughes Bay.
Fotografiert wurde er bei der Falkland Islands and Dependencies Aerial Survey Expedition (1956–1957). Diese Aufnahmen dienten dem Falkland Islands Dependencies Survey für eine Kartierung. Das UK Antarctic Place-Names Committee benannte den Gletscher 1960 nach dem französischen Flugpioniert Louis Blériot (1872–1936).